# Typhula hyalina
Typhula hyalina är en svampart som först beskrevs av Lucien Quélet, och fick sitt nu gällande namn av Berthier 1976. Typhula hyalina ingår i släktet Typhula och familjen trådklubbor.   Inga underarter finns listade i Catalogue of Life.
I den svenska databasen Dyntaxa används istället namnet Typhula hyalinella för samma taxon.  Arten är reproducerande i Sverige.